# 曉高·洛達歷加
曉高·洛達歷加·馬天尼斯（西班牙語：Hugo Rodallega Martínez，1985年7月25日—）哥倫比亞足球运动员，司職前鋒或翼鋒，现時效力土耳其足球超级联赛球會特拉布宗。

## 球會生涯

### 早年
洛達歷加早年效力哥倫比亞國內聯賽，於2006年加盟墨西哥球隊蒙特雷，由於表現平庸，因此被外借至阿特拉斯。2007年轉投卡薩，他在這裡渡過了成功的賽季，在射手榜排前十名，在15場比賽取得9個入球。 

### 韋根
2008年12月20日，卡薩聲稱已經與英超球隊韋根達成協議，洛達歷加將以480萬美元轉會。1月6日，當時韋根領隊布魯士表示，球隊已經與洛達歷加簽約，只等待工作證發出。
洛達歷加為韋根上陣的首場賽事是2009年1月28日在主場對陣利物浦的賽事，他在77分鐘後備上陣，在這場比賽，他25碼開出了強勁的任意球，可惜擊中橫眉彈出。他取得第一個入球是在2009年5月9日對西布朗的賽事，第二個入球是在同一個星期，5月13日對曼聯的賽事取得。在這賽季最後一場賽事對陣樸茨茅夫，他攻入第三個入球，協助球隊以1-0勝出，最終球隊排名第11位，球員也赢得額外的800萬英鎊獎金。
09/10賽季
在2009-10賽季的第一場賽事，對阿士東維拉的比賽中洛達歷加便取得入球，協助球隊以2-0勝出。2009年9月12日，洛達歷加射入關鍵一球，協助球賽以1-0戰勝韋斯咸。9月26日，在主場3-1戰勝車路士的賽事中他也取得入球。10月24日，洛達歷加梅開二度，協助球隊作客2-0擊敗般尼，這場賽事後，韋根取得10連勝的佳績。11月28日，洛達歷加在對新特蘭的賽事中，於第75分鐘射入唯一的入球協助球隊勝出。他的第七個聯賽入球是在12月26日對布力般流浪的賽事中取得。

### 富咸
2012年7月12日，富咸証實簽入剛約滿韋根的洛達歷加，合約為期三年。

## 國家隊
洛達歷加的首次國際亮相是在對委內瑞拉的友誼賽。隨後他便成為了國家隊的常規球員。

## 榮譽
拉科魯尼亞卡利
- 野馬杯：2005年

## 外部連結
- 足球数据库：曉高·洛達歷加的球员统计数据
- 韋根官方 洛達歷加檔案